# The Queen's Corgi
The Queen's Corgi (Corgi: Las mascotas de la reina en España y Corgi: Un perro real en Hispanoamérica) es un largometraje animado producido por nWave Pictures. La película fue dirigida por Ben Stassen y Vincent Kesteloot, y escrita por John R. Smith y Rob Sprackling. Se basa en la reina Isabel II y sus amistades corgis. La película sigue a un corgi llamado Rex, que se pierde y trata de encontrar el camino a casa.

## Argumento
Rex, uno de los corgis más queridos de la monarca británica, se pierde en el palacio y se topa con un club de peleas de perros que se enfrentan entre sí. Luego se va en un largo viaje para encontrar a la reina de nuevo.

## Reparto
- Jack Whitehall como Rex.
- Sheridan Smith como Wanda.
- Ray Winstone como Tyson.
- Julie Walters como La reina.
- Tom Courtenay como El duque de Edimburgo.
- Matt Lucas como Charlie.
- Colin McFarlane como El jefe.
- Nina Wadia como Patmore.
- Sarah Hadland como Mitzy.
- Debra Stephenson como Melania Trump.
- Jon Culshaw como Donald Trump.

## Producción
La compañía belga nWave Pictures proporcionó la producción y animación de la película. Con la compañía de cine Charades distribuyendo la película en todo el mundo.
La película costó en algún lugar en el rango de $20 millones para hacer.

## Lanzamiento
Se espera que esta película se estrene en algún momento de 2019 en países de todo el mundo, como Francia, China, el Reino Unido, América Latina, Estados Unidos, Rusia y muchos más países.